# San Michele all’Adige
San Michele all’Adige (deutsch St. Michael an der Etsch oder Welschmichel) ist eine Gemeinde im Trentino (Italien) mit 4103 Einwohnern (Stand 31. Dezember 2023). Das Gemeindegebiet befindet sich im Etschtal, mit dem Ortsteil Grumo hat San Michele einen Anteil an der Rotaliana-Ebene. Sie gehört zur Talgemeinschaft Comunità Rotaliana-Königsberg.

## Geschichte

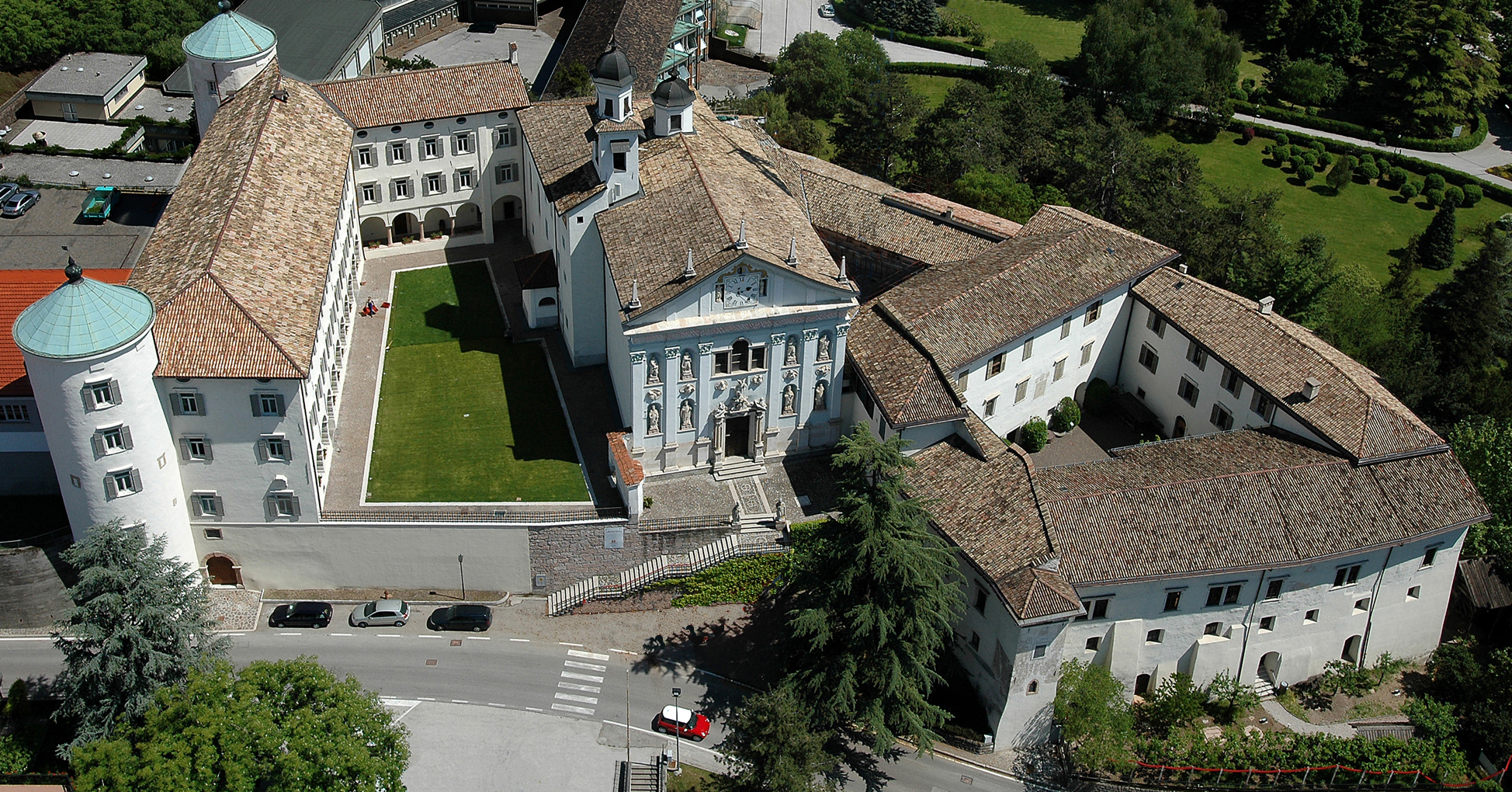
Ehemaliges Kollegiatstift St. Michael

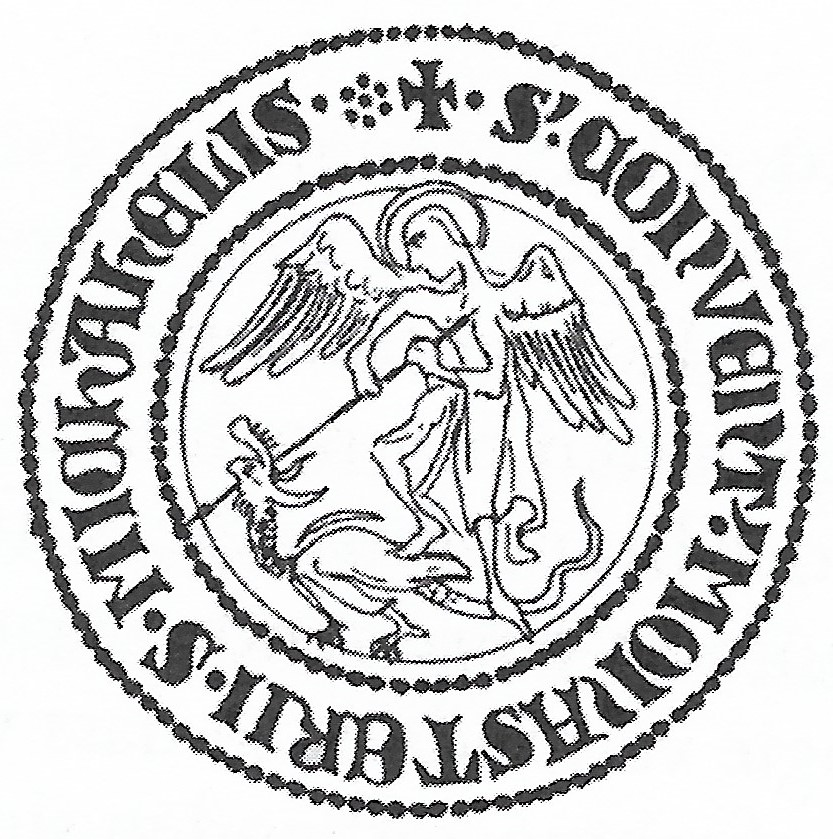
Siegel des Chorherrenstifts (1394)

Der Ort entwickelte sich rund um das kunst-, kirchen- und landesgeschichtlich bedeutsame, ehemalige Augustiner-Chorherrenstift St. Michael. Das Kollegiatstift wurde 1144/45 von den Grafen von Eppan mit Assistenz des Trienter Bischofs Altmann oberhalb des alten Zusammenflusses von Etsch und Noce begründet. Das Stift war, ähnlich den Südtiroler Konventen von Neustift bei Brixen und Au bei Gries-Bozen, Teil der von der Erzdiözese Salzburg unter Konrad I. ausstrahlenden Kanonikerreform. Es wurde 1807 im Zuge der Säkularisation aufgehoben.
Das Siegel des Kollegiatstifts aus dem 14. Jahrhundert zeigt den Hl. Michael, wie er den Drachen ersticht, umgeben von einer Umschrift  in unzialen Großbuchstaben: + S(igillum) CONVENT(us) MONASTERII S(ancti) MICHAHELIS.
Im ehemaligen Stiftsgebäude wurde im Jahr 1874, also noch zu Zeiten der Zugehörigkeit zu Österreich-Ungarn, der Vorläufer des heutigen Istituto agrario di San Michele all’Adige, ein Lehr- und Forschungszentrum für Landwirtschaft (und im Speziellen für Weinbau), gegründet.
Das Gebiet der Gemeinde wurde im Laufe der Zeit mehrmals verändert. Im Jahr 1928 wurden die aufgelösten Gemeinden Faedo und Grumo San Michele all’Adige zugeschlagen, 1952 erlangte Faedo wieder seine administrative Unabhängigkeit, während Grumo noch heute eine Fraktion der Gemeinde ist.

## Grumo

### Lage und Funktion

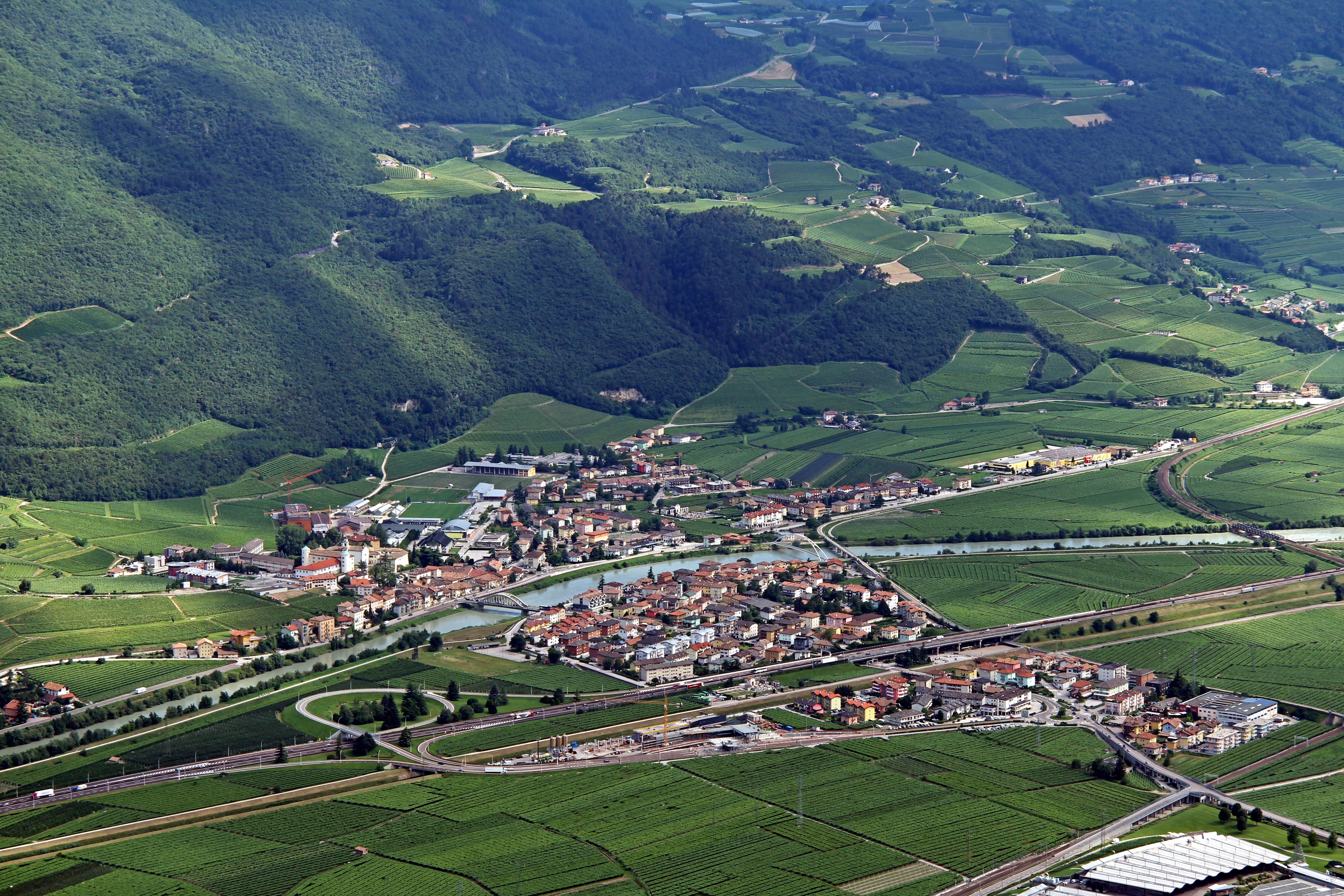
San Michele von Westen aus gesehen. Grumo liegt westlich der Etsch.

Der Ort Grumo (früher auch dt. Grimb, von lat. Grumus, „Hügel“), welcher früher auch zu Mezzocorona gehörte, befindet sich rund um den Hügel Cantaleone auf dem Schwemmkegel des Noce, der vor seiner Begradigung Mitte des 19. Jahrhunderts an dieser Stelle in die Etsch mündete. Zu Beginn des 19. Jahrhunderts wurden rund 100 Einwohner geschätzt, welche auf rund zehn Höfe verteilt waren. 1861 werden 171 Einwohner genannt. 1874 zählt Hermann Ignaz Bidermann bereits 35 Häuser und 233 Einwohner. Deren Ursprung ist möglicherweise in der Vieh- und Milchwirtschaft zu suchen, für die die Rotaliana-Ebene gute Voraussetzungen bot. Die Siedlung Grumo, in der Rotaliana-Ebene gelegen, diente zudem als kleiner Hafenort, an dem der Holztransport aus dem nahen Gebiet der nördlichen Brenta seinen vorläufigen Endpunkt fand, bevor die Baumstämme über die Etsch weiter an die venezianische Adria transportiert wurden. Heute ist die agrarische Landnutzung besonders vom Weinbau geprägt. Angebaut werden besonders der lokaltypische Teroldego Rotaliano und Pinot grigio.

### Familiennamen

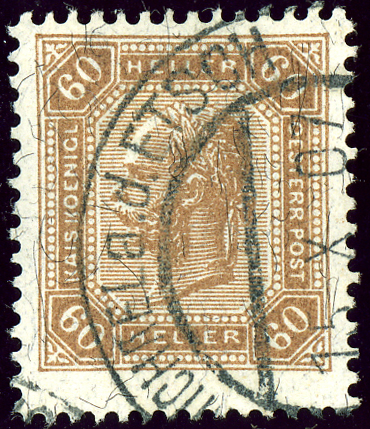
Briefstempel „St. Michael a. d. Etsch“, 1907

Die Familiennamen der in Grumo zwischen 1815 und 1824 geborenen Kinder lauteten:
- Zeni (Zenni),
- Visentin (Visintin),
- Pellegrini (Pellegrin),
- Andreis,
- Bonamigo,
- Bolzanin,
- Banaletti,
- Boz,
- Dolzan,
- Dalmonego (Dalmonech),
- Fisser (Fischer),
- Kaizer (Kaiser),
- Fontana,
- Scaramuzza.

Zeni (auch Zenni, Zini, Zani), Visentin (Visintin) und Pellegrin (Pellegrini, Pelegrin) treten noch heute häufig im Gebiet des oberen Nonstales rund um Sarnonico, Cavareno, Romeno – mit Don und Amblar – sowie Sanzeno auf, und deuten auf Wanderungsbewegungen zwischen Grumo und dem Nonstal hin. Ähnliche Namensstrukturen finden sich zudem auf dem Hochplateau der Paganella, speziell um Spormaggiore, Cavedago und Andalo sowie im Cembratal und Fassatal.
Sowohl die der venetischen Sprache entsprechende Schreibweise (z. B. [dz] statt [dsch]) als auch die Namen an sich (z. B. Visentin, Bezeichnung für Personen aus Vicenza (veraltet dt. Wiesenthein), Veneto) deuten auf Einwanderung aus Venetien hin. Die Theorie wird durch die verbleibenden Familiennamen in Grumo von 1815 bis 1824 – welche im Nonstal und auf der Paganella kaum auftreten – gestützt: Sowohl Bonamigo, Fontana und Dolzan (typisch für die Region um Bassano del Grappa) als auch Boz (Feltre) und Bolzan bzw. Bolzanin (vgl. Toponym Bolzano Vicentino) sind eindeutig venetischer (Vicenza, Treviso) Herkunft.
In seiner Monographie Die Romanen und ihre Verbreitung in Österreich erwähnt Hermann Ignaz Bidermann ein Steuerbuch von 1756, wonach deutschsprachige, italienischstämmige Südtiroler Adelige aus dem unteren Nonstal mehrheitlich Grundbesitzer in Grumo gewesen sein sollen (S. 122). Er beschreibt jedoch, dass diese in der zweiten Hälfte des 18. Jahrhunderts zunehmend von "Ladinern und Venetianern" (S. 114) verdrängt wurden. An weiterer Stelle (S. 126) nennt er Verona, das Gebiet um die Stadt Vicenza, sowie die Vicentiner Täler Val d’Astico sowie Val Posina als Hauptherkunftsgebiete der Venetianer.